# Дені Павлович
Дені Павлович (серб. Deni Pavlović / Дени Павловић, нар. 1 вересня 1993, Белград) — сербський футболіст, захисник фарерського клубу «Клаксвік».

## Ігрова кар'єра
Народився 1 вересня 1993 року в місті Белград. Вихованець юнацької команди «Црвена Звезда» з рідного міста, з якої 2011 року перейшов до академії португальського «Насіунала», але за основну команду так і не зіграв.
У дорослому футболі дебютував 2012 року на батьківщині виступами за команду «Чукарички», в якій провів два сезони, взявши участь у 36 матчах чемпіонату.
На початку 2015 року перейшов у «Вождовац», де провів півтора року, після чого недовго грав за чорногорську «Зету».
У другій половині 2017 року грав на батьківщині за «Нові-Пазар», а на початку 2018 року став гравцем ісландського «Клаксвіка». З командою став триразовим чемпіоном країни. Станом на 28 серпня 2023 року відіграв за команду з Клаксвіка 114 матчів в національному чемпіонаті.

## Досягнення
- Чемпіон Фарерських островів (4): 2019, 2021, 2022, 2023.
- Володар Суперкубка Фарерських островів (3): 2020, 2022, 2023.